# Sjællands Odde

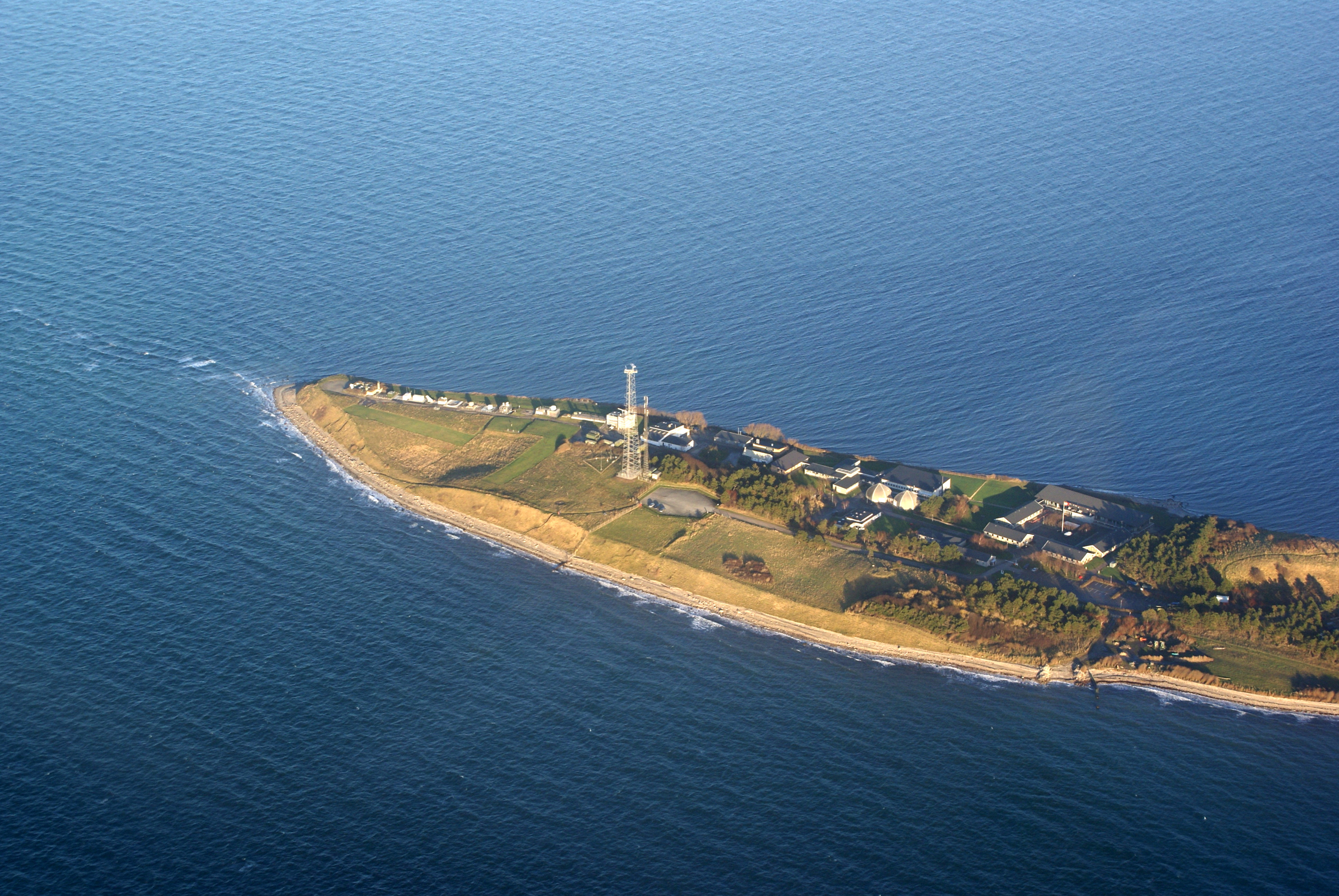
Sjællands Odde

Sjællands Odde ist ein touristisch geprägter Ort auf der gleichnamigen schmalen Halbinsel an der Nordwestküste der dänischen Insel Seeland. Sie ragt 15 km in das Kattegat hinein. Der Endpunkt der Halbinsel heißt Gniben. 
Sjællands Odde gehört zur Gemeinde Odsherred in der Region Sjælland, die Ortschaft selbst hat weniger als 200 Einwohner und zählt daher nach dänischen Begriffen nicht als Stadt. Der größte Ort der Halbinsel ist Havnebyen mit 594 Einwohnern (Stand 1. Januar 2025). Die Kirche Odden Kirke liegt in Overby. An der Nordküste liegen kleine Fischerdörfer, wohingegen die Südküste von Ferienhaussiedlungen bestimmt wird. 
Während der Steinzeit war Sjællands Odde eine Insel, die sich im Laufe der Zeit durch Landhebung mit Seeland verband.
Bedeutung für das Verkehrswesen hat die Halbinsel durch den Fährhafen Odden Færgehavn, von dem aus Schiffsverbindungen zum jütländischen Festland (nach Aarhus und nach Ebeltoft) bestehen.
Auf dem Gniben unterhält die Dänische Marine ihre zentrales Ausbildungseinheit für maritime Waffensysteme, das Center for Våben.